# 火腿节

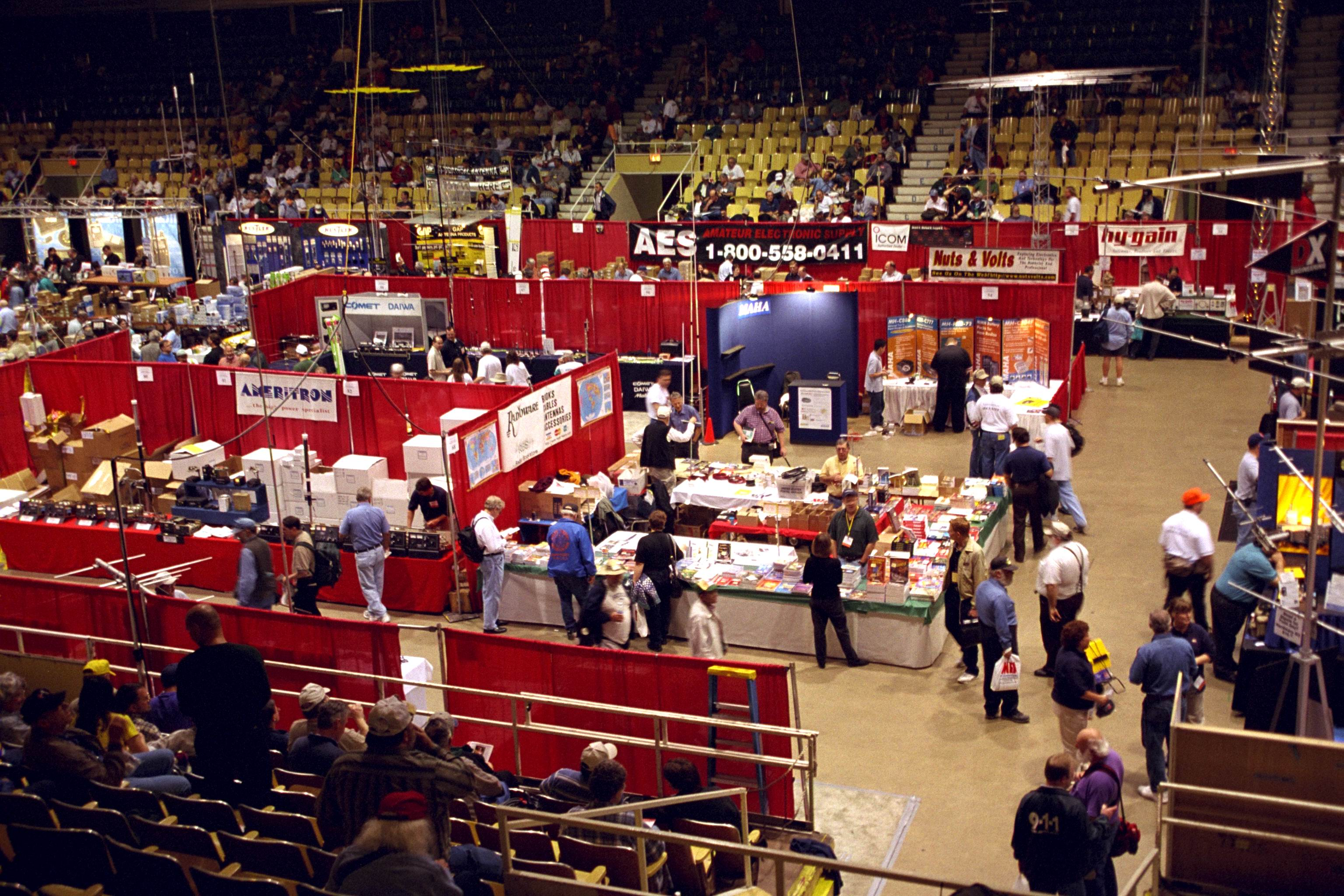
2003年俄亥俄代顿火腿节

火腿节（英語：Hamfest）是业余无线电爱好者的盛会，火腿节的主要元素包括商品电台展销、跳蚤市场以及其他业余无线电活动。历史上第一次火腿节于1924年在美国举办。
代顿火腿节通常被认为是世界上规模最大的火腿节。

## 活动
火腿节是由业余无线电爱好者为互相交流和推广爱好而组织的集会。一次火腿节的时长从数小时到数天不等，但也有一些年度大型火腿节会持续一周时间。大多数火腿节以跳蚤市场为特色，在跳蚤市场上，爱好者们可以买卖电台和其他周边设备。一些厂商也在火腿节上设置展示厅，展示最新设备。火腿节上的活动也包括业余无线电协会的聚会、业余无线电相关的技术讲座和执照考试讲解等。

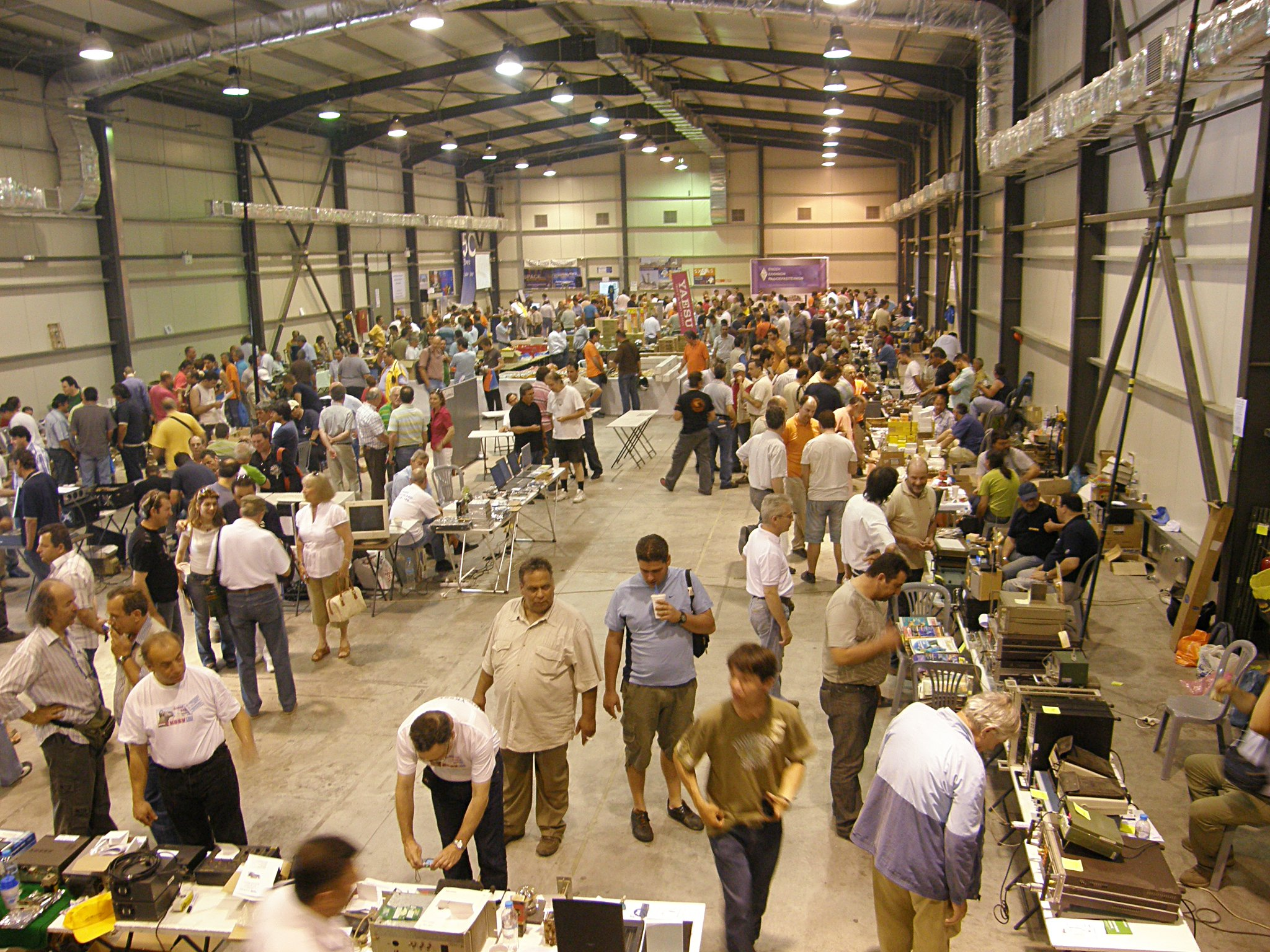
2008年于希腊举办的一次火腿节

在中国，火腿节为每年的5月5日。1940年5月5日，第一届中国火腿空中年会如期举办，此后每年的5月5日定为“中国业余无线电节”。